# Водники (платформа)
Во́дники (рос. Водники) — зупинний пункт/пасажирська платформа Савеловського напрямку Московської залізниці та маршруту МЦД-1 у місті Долгопрудний Московської області.
Найменована в 1951 році по селищу Водники що знаходиться неподалік. Колишня назва — 19 км.
Платформа має складну S-подібну будову, через що помічникові машиніста перед відправленням електропоїзда доводиться виходити на спеціальний поміст за тим, щоб простежити за закриванням дверей у хвостовій частині потягу. Через таку будову платформи декілька збільшена кількість нещасних випадків, що відбуваються з пасажирами, що переходять колії.
Західна (московська) платформа має у середині сходовий марш, історично що залишився з часів короткої платформи. На платформі є будівля квиткової каси і павільйоні, побудовані у сталінському стилі.
Через переїзд, розташований на північ від платформи, прямує Московська вулиця, яка сполучає Лихачевське і Дмитрівське шосе. Переїзд обладнаний шлагбаумами і бар'єрами-автоматами. Через велику частоту руху електропоїздів шлагбаум може не встигнути відкритися за час між проходом поїздів. Через це на Московській вулиці у години «пік» виникає великий корок. У 2015 році розпочато спорудження естакади над платформою
Складається з двох берегових платформ, сполучених між собою настилом. Для пасажирського і вантажного руху використовуються 2 електрифіковані (постійний струм, 3000 вольт) колії.
Мінімальний час руху від Москва-Бутирська — 29 хвилин. Каса знаходиться на західній платформі, від якої відправляються поїзди у бік Москви.